# Зворник
Зво́рник (босн. Zvornik, серб. Зворник) — місто  в північно-східній частині конфедерації Боснії і Герцеговини на східних схилах гори Маєвиці та на лівому березі річки Дрина, яка тут утворює кордон з Сербією. Центр однойменного муніципалітету, а також субрегіону Зворник в області Бієліна — одній із шістьох областей Республіки Сербської. На південь від міста розташоване водосховище — так зване Зворницьке озеро. Передвоєнний муніципалітет Зворник простягався на 500 км² і налічував 14 584 жителі у місті та 81 295 мешканців у муніципалітеті за даними перепису 1991 року. Сьогодні площа муніципалітету Зворник обмежена до 387 км².

## Деякі подробиці з далекої та недавньої історії
Перша писемна згадка про Зворник сягає 1410 р., щоправда під назвою Звонік (дзвіниця). Географічне розташування містечка зробило його важливою сполучною ланкою в торгівлі між Боснією та Сходом. І нині головна дорога, що з'єднує Сараєво та Белград, проходить через місто. 1433 року середньовічне укріплення Зворник запосів сербський деспот Джурадж Бранкович, який у верхній частині фортеці звелів спорудити головну сторожову башту. Близько 1460 поселення завоювали османи і збудували нижню частину фортеці, оснащену міцними валами і 3-ма баштами над Дриною, адже впродовж османського панування Зворник був столицею санджаку (адміністративної області).
У пізніший час бої між австрійцями, угорцями та турками заподіяли нижній фортеці сильної шкоди . Ще й сьогодні добре помітно османські впливи на деяких спорудах з того періоду.
До 1918 р. Зворник належав до Австро-Угорщини, а потім входив до Королівства СХС, де був районним центром, з 1929 р. — у Дринській бановині Югославії, у 1941—1945 рр. — центр однойменної округи у великій жупі Усора-Солі НДХ, після Другої світової — у складі Боснії і Герцеговини в межах комуністичної Югославії.
Зворник це єдине боснійське місто, яке лежить прямо на кордоні з Сербією. У цьому його відмітна риса, але в цьому і його біда. На початку сербської агресії проти Боснії і Герцеговини міського голову Зворника від мусульманської Партії демократичної дії представники Сербської демократичної партії Радована Караджича змусили роззброїти місцеву поліцію. А вже 8 квітня 1992 р. місто зазнало військового нападу з боку Сербії.  При цьому місто було піддано обстрілу дислокованою на сербському березі Дрини артилерією.  19 травня 1992 р. об'єднані сили ЮНА, напіввійськових формувань та «Тигрів» Аркана загарбали Зворник і за час окупації з 1992 по 1995 роки вбили приблизно 700—900 боснійців, піддаючи етнічним чисткам 40 000 осіб у Зворнику та околицях. Протягом війни сербські війська зруйнували мечеті в місті та довкола нього.

## Культура
В місті народилася поп-співачка Сека Алексич.